# Membartsho

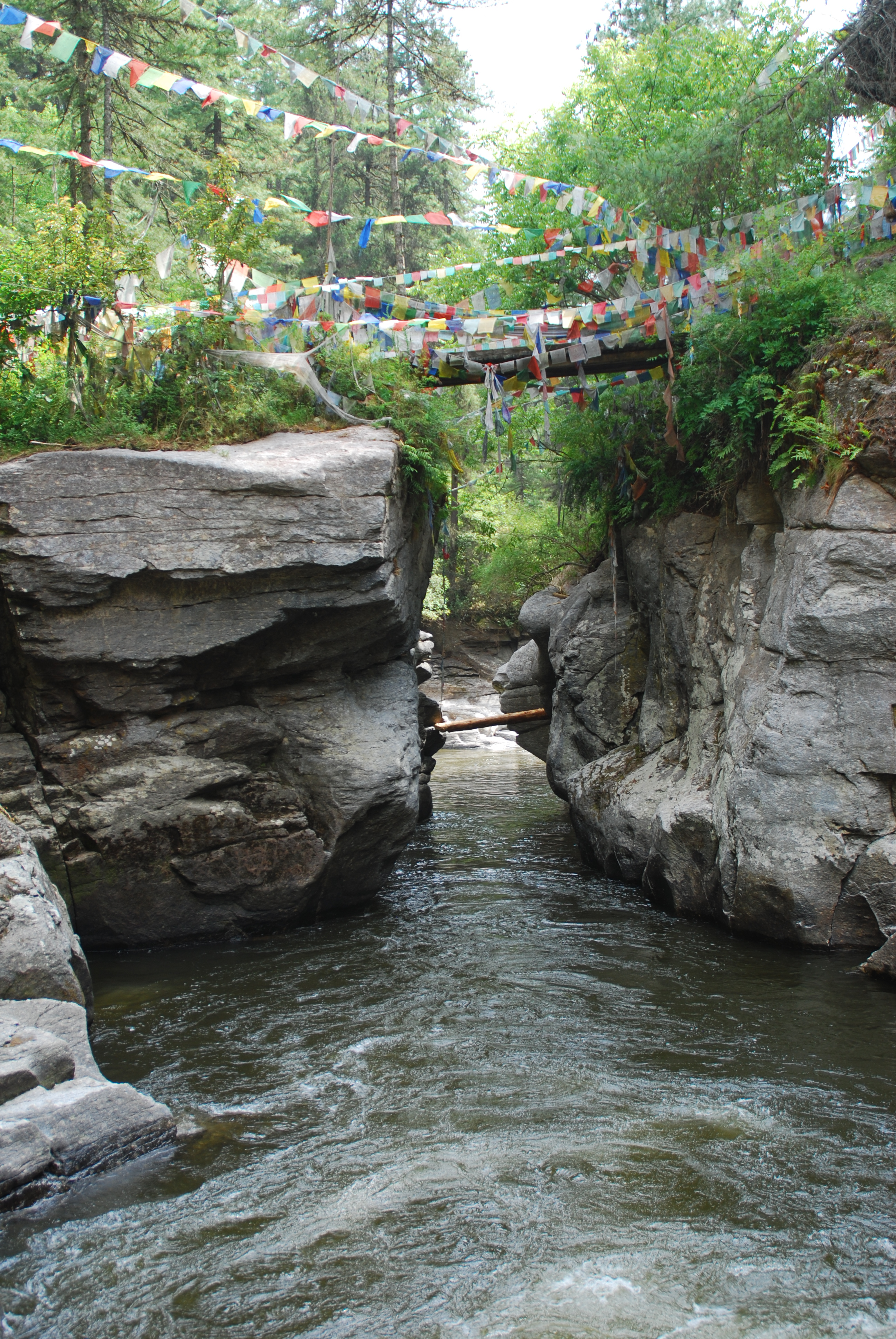
Vista de un puente que cruza el Tang Chhu en Membartsho.

Membartsho (alternativamente escrito como Mebar Tsho) es un lago sagrado ubicado en el valle Tang dentro del distrito de Bumthang (Bután). Es venerado como el lugar donde Pema Lingpa, el mayor tertön (descubridor de tesoros) del país, encontró varios de los termas de Guru Rinpoche en el siglo XV. Se conoce localmente como el Lago Ardiente por una leyenda sobre Pema Lingpa, que narra que tuvo un sueño que lo instaba a ir a ese lugar.

## Leyenda
Un sueño premonitorio de Pema Lingpa lo impulsó a dirigirse al lago junto con cinco personas más. Después de pararse en las rocas mirando hacia las profundidades, discernió que había un templo en el fondo con muchas puertas, una de las cuales estaba abierta. Se sumergió y nadó en una gran cueva donde una mujer con un ojo le entregó un cofre del tesoro. Cuando se lo quitó, se encontró de nuevo en tierra firme.
Los ciudadanos locales y el gobernante Penlop local se mostraron cuidadosos con sus afirmaciones, por lo que Pema Lingpa los invitó a regresar con él para ser testigos del descubrimiento del tesoro. Sosteniendo una lámpara encendida, dijo a la multitud reunida: "Si soy un verdadero revelador de tesoros, entonces puedo regresar con el tesoro y mi lámpara aún encendida. Sin embargo, si soy un fraude, me ahogaré" y seguidamente se zambulló. Después de un rato, salió del agua sosteniendo una estatua, un cofre y la lámpara en sus manos todavía estaba encendida.

## Entorno y conservación

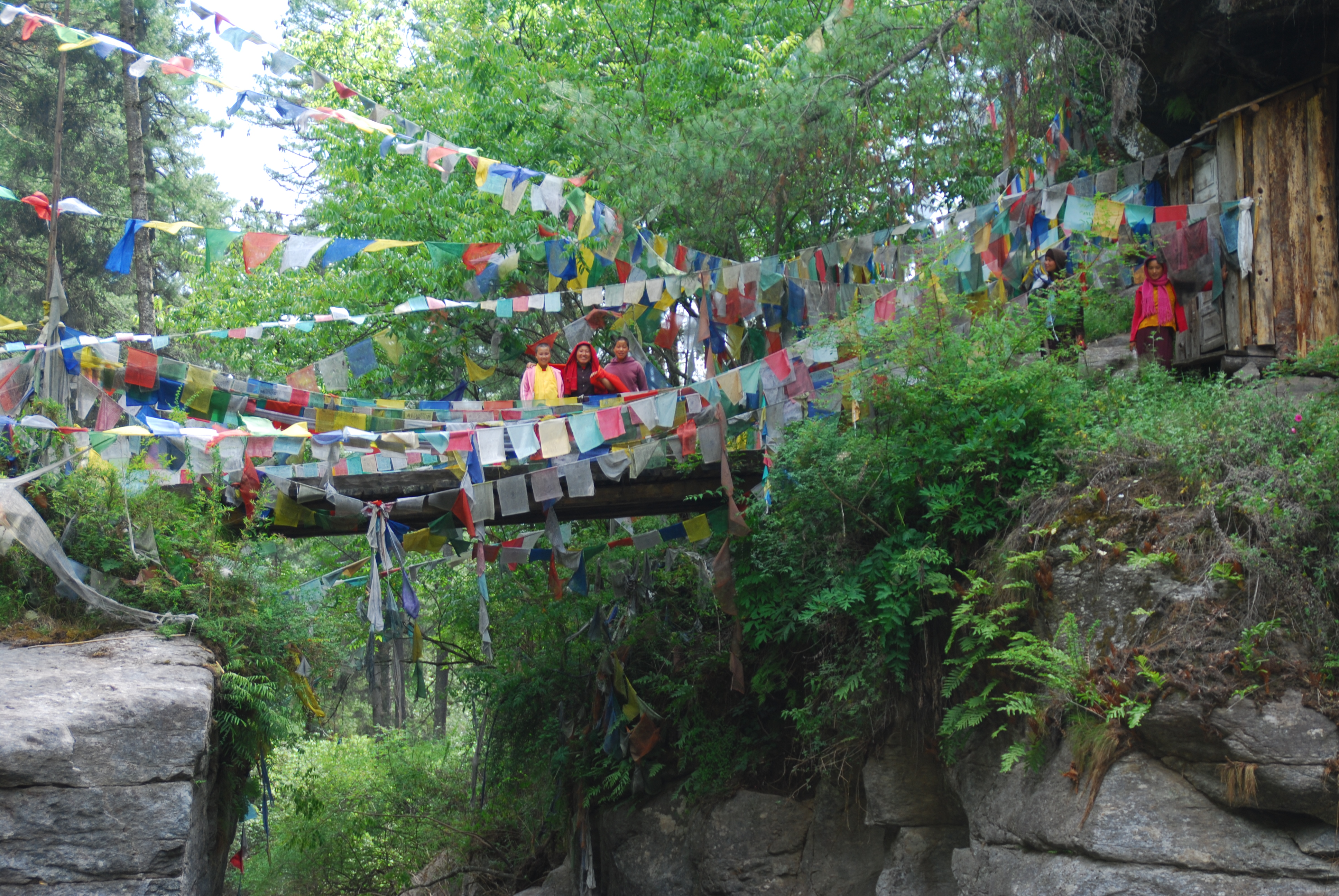
Las monjas de Pema Choling Nunnery se encargan de cuidar el lugar.

El lago es famoso por su atractivo paisajístico, además de por su significado espiritual, que es explicado por el Dr. Karma Phuntsho, autor de La historia de Bután, como: "Las energías y vibraciones naturales y espirituales fluyen del paisaje de lugares tan poderosos, lo que los convierte en entornos propicios para la experiencia espiritual. Por lo tanto, las personas buscan esos lugares para acelerar y mejorar su práctica espiritual". Se dice que los seres iluminados pueden ver el templo en el fondo del lago.

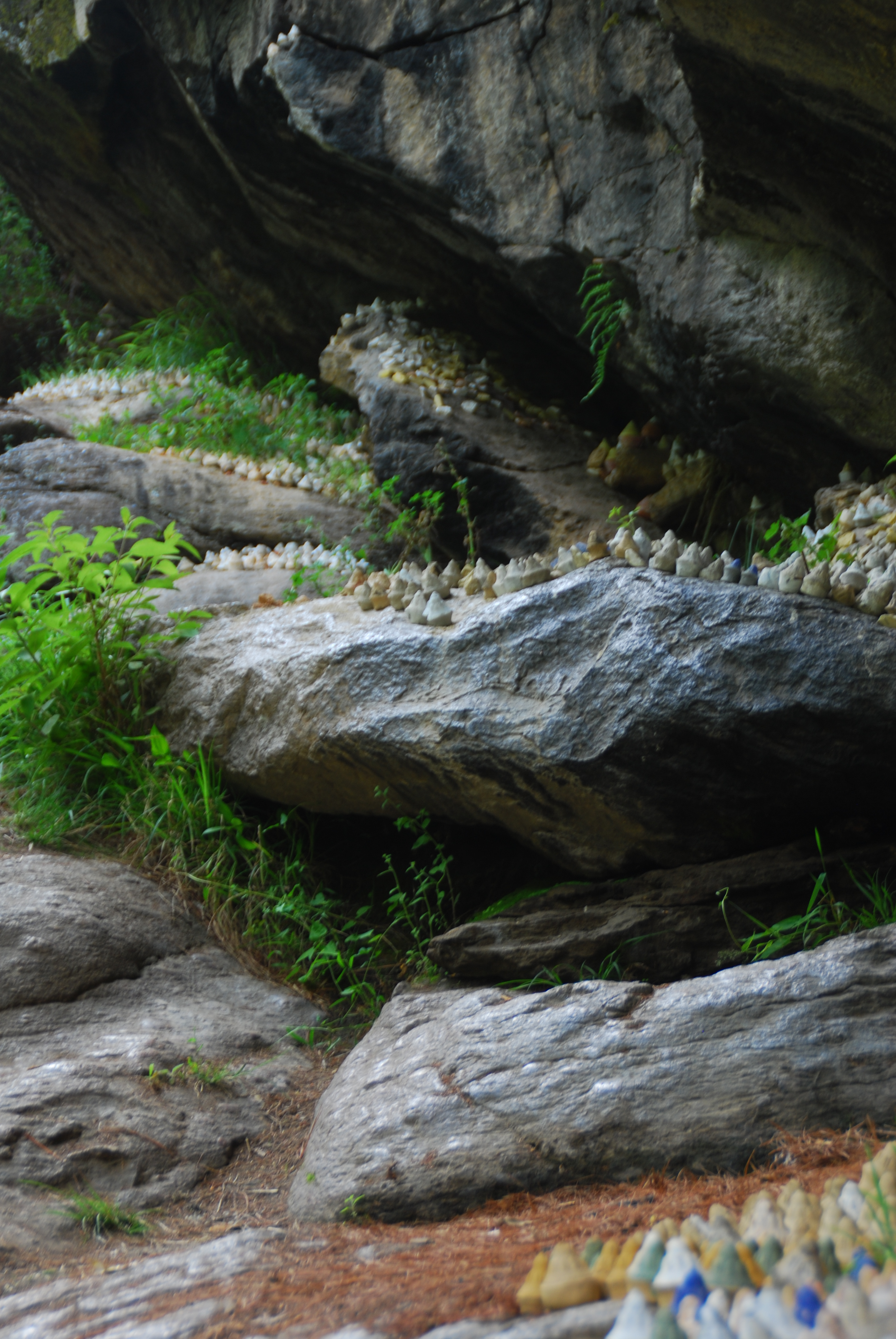
Ofrendas (tsatsas) dejadas en los márgenes del río.

Pema Lingpa profetizó que algún día habría un gran centro de aprendizaje para mujeres en el centro del Valle Tang, hecho que ha sucedido. El sitio es mantenido por las monjas del cercano convento Pema Tekchok Choling, que fue fundado en 2000, y es la primera shedra (universidad budista) de Bután para mujeres. Fue establecido por Gangteng Tulku Rinpoche, la novena reencarnación de Pema Lingpa. Las monjas han construido un pequeño armario cerca del destartalado puente de madera que cruza la parte más estrecha del desfiladero, donde almacenan lámparas de mantequilla para hacer ofrendas en el lugar sagrado. En muchas áreas alrededor del lago hay conjuntos de pequeños montículos de arcilla cónicos, llamados tsatsas. Estos a menudo están grabados con un símbolo budista sagrado y, a veces, contienen cenizas o huesos humanos. Estas pequeñas esculturas distintivas son ofrendas que se hacen como parte de prácticas religiosas y pueden estar dedicadas a los vivos o a los muertos.
Debido a la superficie resbaladiza y a las rápidas corrientes del lugar, cinco personas se han ahogado allí desde 2011, incluido un turista francés y su guía butanés en 2015.